# Burundi a 2011-es úszó-világbajnokságon
Burundi a 2011-es úszó-világbajnokságon három úszóval vett részt.

## Úszás
Férfi
| Versenyző                | Esemény                         | Selejtező | Selejtező | Elődöntő          | Elődöntő          | Döntő             | Döntő             |
| Versenyző                | Esemény                         | Idő       | Helyezés  | Idő               | Helyezés          | Idő               | Helyezés          |
| ------------------------ | ------------------------------- | --------- | --------- | ----------------- | ----------------- | ----------------- | ----------------- |
| Beni-Bertrand Binobagira | Férfi 100 méteres gyorsúszás    | 1:03.39   | 98        | Nem jutott tovább | Nem jutott tovább | Nem jutott tovább | Nem jutott tovább |
| Beni-Bertrand Binobagira | Férfi 100 méteres pillangóúszás | 1:19.76   | 64        | Nem jutott tovább | Nem jutott tovább | Nem jutott tovább | Nem jutott tovább |
| Janvier Niyonkuru        | Férfi 100 méteres gyorsúszás    | 1:16.00   | 105       | Nem jutott tovább | Nem jutott tovább | Nem jutott tovább | Nem jutott tovább |
| Janvier Niyonkuru        | Férfi 100 méteres pillangóúszás | 1:27.01   | 65        | Nem jutott tovább | Nem jutott tovább | Nem jutott tovább | Nem jutott tovább |

Női
| Versenyző       | Esemény                    | Selejtező | Selejtező | Elődöntő          | Elődöntő          | Döntő             | Döntő             |
| Versenyző       | Esemény                    | Idő       | Helyezés  | Idő               | Helyezés          | Idő               | Helyezés          |
| --------------- | -------------------------- | --------- | --------- | ----------------- | ----------------- | ----------------- | ----------------- |
| Elsie Uwamahoro | Női 50 méteres gyorsúszás  | 35.11     | 78        | Nem jutott tovább | Nem jutott tovább | Nem jutott tovább | Nem jutott tovább |
| Elsie Uwamahoro | Női 100 méteres gyorsúszás | 1:17.70   | 76        | Nem jutott tovább | Nem jutott tovább | Nem jutott tovább | Nem jutott tovább |